# Hypoganus sulcicollis
Hypoganus sulcicollis là một loài bọ cánh cứng trong họ Elateridae. Loài này được Say miêu tả khoa học năm 1833.